# Trupanea dealbata
Trupanea dealbata är en tvåvingeart som beskrevs av Munro 1964. Trupanea dealbata ingår i släktet Trupanea och familjen borrflugor. Inga underarter finns listade i Catalogue of Life.